# Schrödinger macskája
A Schrödinger macskája Erwin Schrödinger Nobel-díjas osztrák fizikus nevéhez fűződő gondolatkísérlet. A tudós ezzel a kísérlettel kívánta szemléltetni a mikrovilágban uralkodó törvények hétköznapi szemlélet számára meghökkentő idegenszerűségét, azt, hogy a részecskék egyidejűleg több helyen, különféle állapotokban lehetnek. A gondolatkísérlet arra az abszurditásra mutat rá, hogy a macska élő vagy holt állapota attól függ, hogy megfigyeli-e valaki ezt az állapotot.

## A probléma gyökere: a szuperpozíció elve
A kvantummechanikában szuperpozíciónak nevezik, amikor egy elemi részecske (vagy részecskékből álló rendszer) ún. kevert állapotban van, azaz bizonyos tulajdonságait nem tudjuk egyértelműen. A részecske addig marad ebben, amíg valamilyen módon meg nem állapítjuk, hogy valójában hol és milyen állapotban van. A probléma ott kezdődik, hogy mérés (megfigyelés) hatására a részecske hullámfüggvénye összeomlik, és a részecske a lehetséges alap- vagy sajátállapotai egyikébe kerül, legalábbis minden általunk elvégezhető mérés azt mutatja, hogy a részecske egy bizonyos állapotban van.
Fontos megjegyezni, hogy a szuperpozíció (akár a hullámfüggvény) csakis abban az esetben omlik össze, ha mérést végzünk a rendszeren (vagy a rendszert valami külső hatás éri). A mérés eredményének ismerete azonban kényszerűen valamelyik állapotba taszítja az anyagot, ami Schrödingernél halott vagy élő macskát eredményez, de sosem egyszerre a kettőt.
Lásd még: Hullám-részecske kettősség

## A kísérlet leírása

Schrödinger macskája

Schrödinger, hogy a kvantumelmélet egyik abszurditását szemléltesse, egy képzeletbeli macskát egy zárt dobozba helyezett, amelybe kívülről nem lehetett belelátni. A dobozban a macska mellett van egy szerkezet, melyet a macska nem tud befolyásolni. A szerkezet tartalmaz egy darab radioaktív anyagot, melyben egy óra alatt egy atom vagy lebomlik, vagy ugyanekkora valószínűséggel nem bomlik le. A radioaktív bomlást észleli egy Geiger–Müller-számláló, ami egy relén keresztül elenged egy kalapácsot és az összetör egy hidrogén-cianidos üveget, megölve ezzel a macskát. Ha egy óra hosszat magára hagyjuk a dobozt, azt mondhatjuk, hogy a macska él, ha időközben nem volt atombomlás.
Hogy eldöntsük, a macska él-e vagy meghalt, ki kell nyitni a dobozt.
A fogós kérdés azonban az, hogy milyen állapotban van a macska a doboz kinyitása előtt? A kvantumelmélet szerint a macska hullámfüggvénye egy élő és egy halott macska hullámfüggvényét egyszerre tartalmazza. Schrödinger számára az az elképzelés, hogy a macska egyszerre élő és holt is, abszurd elképzelés volt, amit nem tudott elfogadni.
A kvantummechanika kísérletileg mégis ezt az eredményt erősíti meg.

## A kísérlet értelmezése
A kísérletnek legalább három eltérő értelmezése létezik.
1. Feltételezhetjük Isten létezését. Mivel minden megfigyeléshez kell egy megfigyelő, kell lennie valamilyen „tudatosságnak” az Univerzumban. Wigner Jenő fizikus úgy gondolta, hogy maga a kvantumelmélet egyenesen bizonyíték Isten létére.
2. A legtöbb gyakorló fizikus nem vesz tudomást róla. Néhányuk rámutat, hogy egy kamera mindenféle tudatosság nélkül rögzítheti a macska állapotát.
3. A sokvilág-elmélet szerint minden kvantumvilág létezik, és ezek útelágazáshoz hasonlóan kapcsolódnak egymáshoz. Az egyik ilyen világban a hidrogén-cianidos üveg összetört, és a macska meghalt, míg egy másikban ez nem történt meg, és a macska életben maradt.

## A kvantum-szuperpozíció határai
Ahogy Schrödinger gondolatkísérlete is mutatja, a hétköznapok során nem találkozunk egymással keveredő állapotokkal (bármelyik laboratóriumi macskáról egyértelműen megállapítható, hogy él-e, vagy sem), ezért feltételezhető, hogy a szuperpozíció csak az elemi részecskékre jellemző, és bizonyos határokon túl nem fordulhat elő. A fizikusok régóta töprengenek azon, vajon hol húzódik az a határ, ahol a kvantum-szuperpozíció mindenképpen összeroppan, vagyis az egymással keveredő állapotok dekoherenssé válnak. Ez az állapotváltozás egyúttal meghatározza a mikro- (a kvantumfizika törvényei által irányított) és a makro- (klasszikus fizika törvényei érvényesülnek) világ közötti határvonalat. E területen egymástól függetlenül két magyar csoport is végzett kutatásokat. A hetvenes és nyolcvanas években Károlyházy Frigyes, a nyolcvanas évektől Diósi Lajos vezetésével.

### Az NIST 1996-os kísérlete
A coloradói Boulderben lévő Műszaki és Szabványügyi Intézet (NIST) kutatói 1996-ban sikeres kísérleteket folytattak a kvantum-szuperpozíció összeroppanásának vizsgálatára.
A kísérletben a kutatók berilliumionokat (egyik külső elektronjuktól megfosztott berilliumatomokat) különítettek el és tartottak elektromágneses csapdában az abszolút nulla fokhoz közeli hőmérsékleten, külső energia- és sugárzási forrásoktól elszigetelten. Így a csaknem mozdulatlan (hőmozgásában is korlátozott) ionnak csupán két lehetséges kvantumállapota van: a legkülső pályán maradt egyetlen elektron mágneses momentuma felfelé vagy lefelé mutathat. A kvantumfizika törvényei szerint mindaddig, amíg az elektront valamilyen módon meg nem zavarjuk, az ion e két állapot fele-fele arányú keverékében, koherens szuperpozíciójában van.
A dekoherencia kialakulásához szükséges idő érzékenyen függ a rendszer méretétől. A NIST kutatói a mostani kísérletben a berilliumion szuperpozíciójának két, térbelileg eleinte csaknem teljesen átfedő összetevőjét külső elektromágneses tér alkalmazásával fokozatosan eltávolították egymástól, egészen az atomi átmérő tízszereséig növelve a köztük lévő távolságot.
„Megfigyeltük, hogy a távolság növelésével párhuzamosan, a külső környezeti tényezők változásának hatására a szuperpozíció koherenciája exponenciális ütemben csökkent, mígnem összeroppant, és az ion az egyik lehetséges állapotba került.” – mondta David J. Wineland, a kutatócsoport egyik tagja.
A NIST kutatói így a világon elsőként, módszeresen, lépésről lépésre haladva szelték át azt a határt, amely a kvantumfizika világát makrovilágunktól elválasztja. Sőt, egy különleges trükkel sikerült a folyamatot megfordítaniuk is, azaz a határt ellenkező irányból átlépve a koherens szuperpozíciót visszaállítaniuk.

## Lehetséges gyakorlati alkalmazás: kvantumszámítógépek
A kvantumszámítógépek azon az elven alapulnak, hogy míg egy hagyományos számítógép bináris számrendszerben, csak 1, illetve 0 bitekkel képes dolgozni, addig egy kvantumbit (qubit) egyfajta szuperpozicionált állapotban egyszerre is felveheti ezeket.
Ahogy a qubitek száma nő, úgy növekszik a különböző állapotok száma, amelyeket megtestesíthetnek az összekapcsolt kvantum bitek. Két qubit 4 különböző állapot tárolására képes egyidejűleg, amelyeket szimultán fel lehet dolgozni, míg három qubit már 8-ra, és így tovább, exponenciálisan növekvően. Így egy gép, amely csak 10 qubitet tartalmaz, már 1024 műveletre képes szimultán, mintha egy hatalmas párhuzamosan feldolgozó egység lenne. Egy 40-qubites 1 billió műveletre, sőt, egy 100-qubites rendszer már szinte elképzelhetetlenül nagy mennyiségű (2^100, ~1.268E30) egyidejű művelet végrehajtására képes.